# Вазаська губернія
Вазаська губернія (швед. Wasa län, фін. Vaasan lääni, рос. Вазаская губерния)  — адміністративно-територіальна одиниця Російської імперії у складі Великого князівства Фінляндського у 1809—1917 та Фінляндії в 1917—1997 роках. Під час адміністративної реформи 1997 року, стала частиною провінції Західна Фінляндія, а 2010 року — виокремлено у Остроботнію.

## Географія
На заході межувала з узбережжям Ботничної затоки, північному сході межувала з Улеаборзькою губернією, на сході — Куопіоською і частково Санкт-Міхельською губерніями, на півдні — Тавастгуською і Або-Б'єніборзькою губерніями.

## Історія
За часів шведської Фінляндії була частиною графства Остроботнія. 1775 року перетворено на провінцію Ваза. У 1808 році Фінляндія стала частиною Російської імперії. 1809 року тут утворився Вазаський повіт Великого князівства Фінляндського. 1811 року рішенням імператора Олександра I утворено Вазаську губернію в кордонах колишньої шведської Вазаської провінції. Її статус не змінювався весь час знаходження Фінляндії у складі Російської імперії. 1906 року згідно закону утворилося 3 виборчих округи.
Після здобуття Фінляндією незалежності кордони Вазаської губернії не змінилися. 1997 року відбулося реформування адміністративно-територіального устрою, внаслідок чого Вазаська губернія припинила існування.

## Адміністративний устрій
1811 року губернію поділено на 4 повіти: Північний Корсгольм, Середній Корсгольм, Південний Корсгольм, Східний Корсгольм. На 1891 рік кількість повітів збільшилася до 6 — Корсгольмський, Ільмоласький, Куортанеський, Лаппоський, Лауккаський, Педерсьореський.
Центр розташовувався у міста Миколайстад. На 1900 рік в губернії було 7 міст — Гамла Карлебю, Каскьо, Крістінестад, Миіколайстад, Нюкарлебю, Ювяскюля і Якобстад, 83 сільських громад і 507 сіл.
У 1916 році були утворені ще два нових повіти — західна приморська частина Ільмолаского повіту з містами Каскьо і Крістінестад була перетворена на Нерпеський, а північна частина Лауккаського на Віітасаарський повіти, до Лауккаського повіту відійшла південно-східна частина Куортанеського.

### Губернатори часів Російської імперії
- Карл Костянтин де Карналл (1808—1822)
- Герман Генрік Вернгельм (1822—1830)
- Густаф Магнус Армфельт (1830—1832)
- Карл Густав Маннергейм (1832—1834)
- Карл Олоф Кронштедт (1834—1845)
- Йоганн Фердинанд Бергенгайм (1845—1847)
- Берндт Федерлі (1847—1854)
- Олександр фон Рехенберг (1854—1858)
- Отто Леонард фон Блом (1858—1861)
- Карл Густаф Фабіан Вреде (1862—1884)
- Віктор Наполеон Прокопе (1884—1888)
- Август Олександр Ярнефельт (1888—1894)
- Фредрік Вальдемар Шауман (1894—1898)
- Густав Аксель фон Котен (1898—1900)
- Фредрік Геронім Бьорнберг (1900—1903)
- Теодор Книпович (1903—1906)
- Кастен Фредрік Фердинанд де Понт (1906—1910)
- Бернгард Отто Віднес (1910—1913)
- Ніколас Сіллман (1913—1916)
- Лев Арістід Сиреліус (1916—1917)

### Губернатори часів Фінляндії
- Юхо Торппа (1917)
- Теодор Август Хейкель (1917—1920)
- Бруно Сарлін (1920—1930)
- Ерік Гейнрікс (1930)
- Каарло Вільхо Мартонен (1930—1938)
- Яло Лахденсуо (1938—1943)
- Тойво Тар'янне (1943—1944)
- Каарло Гуннар Альбак (1944—1967)
- Марті Війтанен (1967—1977)
- Антті Похьонен (1977—1978)
- Мауно Кангасемі (1978—1991)
- Том Вестергор (1991—1997)

## Населення
Більшість становили фіни. Шведське населення було зосереджено головним чином уздовж берегів, на шхерах і в містах. Чисельність губернії в 1887 році дорівнювалося 399 750 осіб. До початку 1901 року мешкало 460 460 осіб, з них розмовляли фінською 329249 осіб, шведською — 130 82, російською та іншими — 129. До 1903 року загальна кількість жителів Вазаської провінції зросла до 470 172 осіб.

## Економіка
Основу становило землеробство. Вирощували ячмінь, жито, овес і картоплю. Було також розвинено свійське скотарство. За кілкьістю овець і корів займало 1 місто у Великому герцогстві Фіндяндському, а за кількістю коней і кіз — друге.
В 1887 році працювало 45 лісопильних заводів, з яких 9 парових, 36 водяних. Було розвинено рибальство, особливо вилов салаки. Діяло 79 ливарних і механічних, 4 винокурних, 1 пороховий заводи. Було сильно розвинене кустарне виробництво, особливо з виробництва фінських ножів. Велося добування оезрної залізної руди.
Існували суднобудівні верфі. Торговий флот складався в 1888 році з 114 судів, з яких було 77 парових і 37 вітрильних. Важливішим портом був Миколайстад. Розвитку транспортної системи сприяла залізниця з Миколайстада до Таммерфорсу.
За часів незалежної Фінляндії в губернії продовжували розвиватися галузі часів Російської імперії. РОзвивалося сільське господарство, судноплавство, створювалися пароми зі Швецією. Також функціонують лісопильні і деревообробні комбінати, що випускають целюлозу, папір і інші товари.